# Reisdocumentaire
Een reisdocumentaire is een documentaire(serie) op film of televisie of radio over reizen, in het algemeen over toeristische attracties, op een niet-commerciële manier tentoongesteld. De Britse komiek Michael Palin verkreeg wereldwijde bekendheid door het produceren van reisdocu's, voornamelijk de verschillende reeksen films van zijn reizen rond de wereld. 

## Bekende voorbeelden
- Michael Palin: Rond de wereld in 80 dagen, (1989). Een reis langs de locaties die Jules Verne beschreef in het gelijknamige boek, met als doel controleren of zo'n reis mogelijk is. De enige gestelde voorwaarde was het niet gebruiken van een vliegtuig.
- Van pool tot pool, (1992). Een reis langs de 30e lengtegraad, van de Noordpool naar de Zuidpool, door Europa en Afrika.
- De cirkel rond met Michael Palin, (1995). Een reis langs alle landen om de Stille Oceaan, tegen de klok in, begonnen in de Beringstraat.
- Around the World in 80 Treasures - met Dan Cruickshank. Begon in 2005.
- Beagle: In het kielzog van Darwin
- Billy Connolly's Route 66
- Billy Connolly: Journey to the Edge of the World
- Michael Palin's New Europe - begon in 2007.
- Meet a Local Online Series - gepresenteerd door Mark Shea
- Word Travels - gepresenteerd door Robin Esrock en Julia Dimon.
- Don't Tell My Mother - gepresenteerd door Diego Bunuel.
- Madventures
- By Any Means
- Long Way Down
- Long Way Round
- Departures
- An Idiot Abroad